# Elegia racemosa
Elegia racemosa là một loài thực vật có hoa trong họ Restionaceae. Loài này được (Poir.) Pers. mô tả khoa học đầu tiên năm 1807.